# Johann Friedrich von Schneckenhaus
Johann Friedrich von Schneckenhaus (geb. um 1717 in Schlesien; gest. im 18. oder 19. Jahrhundert) war ein preußischer Landrat.

## Leben

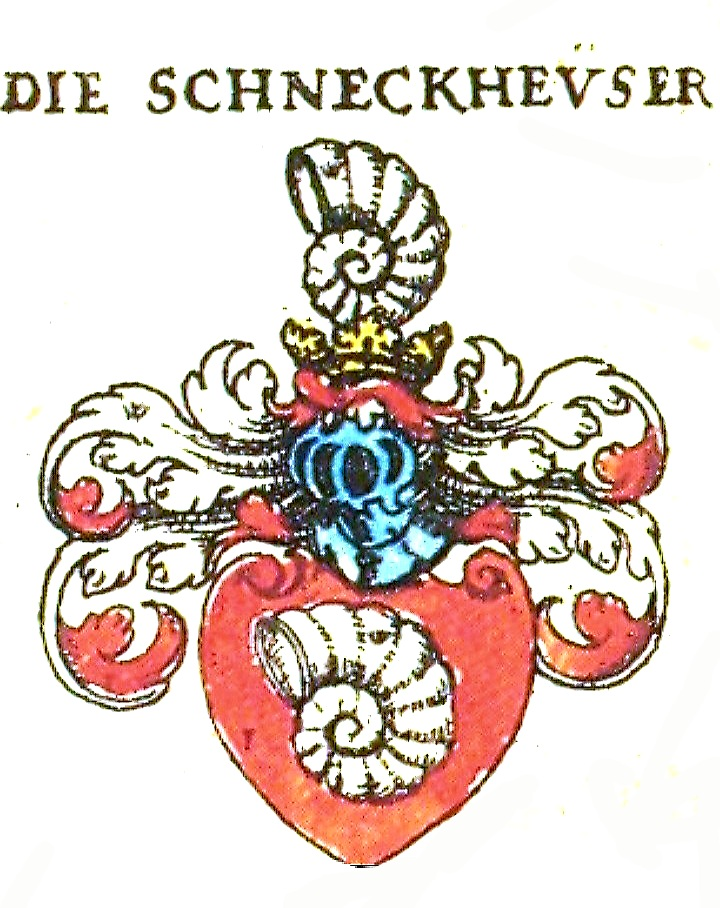
Redendes Wappen derer von Schneckenhaus („Schneckheüser“) in Johann Siebmachers Wappenbuch 1605, Schlesische Ritterschaft und Adel.

Johann Friedrich von Schneckenhaus entstammte dem früher in Schlesien im Jägerndorfischen begütert gewesenen Adelsgeschlecht der Schneckenhäuser bzw. von Schneckenhaus (auf Badewitz; auch: ze (von) Szlimakova; auch: Bohdanovský ze (von) Šlimakov, Badewitzer von Schneckenhaus bzw. von Slimakow auf Bodanow), zu dem auch Hans von Schneckenhaus gehörte, welcher 1608 von den Fürsten und Ständen in Schlesien als Oberstlieutenant über tausend Mann zu Pferde wider die Türken in Ungarn geschickt wurde. Auf dem Stammsitz Badewitz bei Leobschütz saß schon Wolf Bohdanowski von Schneckenhaus († 1555). Dessen Gemahlin war eine Hundt von Alten-Grottkau.
Johann Friedrich von Schneckenhaus war Erb- und Grundherr auf Teschenau. Er fungierte zunächst als Kreisdeputierter, bevor er 1753 Landrat im Kreis Leobschütz wurde. Im Herbst 1753 übernahm er die freigewordene Landratsstelle von Franz Adankt Joseph von Görtz im Kreis Neustadt in Oberschlesien. Im Frühjahr 1754 wurde er für den Erwerb seines Gutes mit einer Strafe von 50 Dukaten belegt, da er es versäumt hatte, die Genehmigung einzuholen. Sein Argument, ihm als Ausländer sei dieses Prozedere nicht bekannt gewesen, wurde von Friedrich II. akzeptiert, der die Strafe daraufhin am 26. Mai 1754 fallen ließ. Das Amt als Landrat im Kreis Neustadt übte er bis 1758 aus, Nachfolger wurde Carl Gottfried von Schwemler.